# Villa occulta
Villa occulta – gatunek muchówki z rodziny bujankowatych i podrodziny Exoprosopinae. Zamieszkuje palearktyczną część Eurazji.

## Taksonomia
Gatunek ten opisany został po raz pierwszy w 1820 roku przez Christiana R.W. Wiedemanna w publikacji współautorstwa Johanna Wilhelma Meigena pod nazwą  Anthrax occulta. Jako miejsce typowe wskazano Niemcy.

## Morfologia
Muchówka o ciele długości od 9,5 do 11 mm i czarnym oskórku. Niemal kulista głowa ma między łuskami na twarzy wyłącznie czarne owłosienie. Tułów jest krótki, lekko wypukły na przedzie i wyraźnie spłaszczony z tyłu. Skrzydła są przejrzyste z brunatnym do czarnego przyciemnieniem w części nasadowej i przedniej rozciągającym się na zewnątrz aż poza żyłkę poprzeczną radialno-medialną, a ku tyłowi aż poza żyłkę radialną, w związku z czym zaciemnione są: komórka kostalna, obie komórki podstawowe, komórka dyskoidalna i pierwsza komórka radialna. Ubarwienie przezmianek jest ciemnobrązowe do czarnego. Odwłok jest krótki i szeroki. Łuski na odwłoku są głównie czarne, białe łuski występują tylko w przepaskach poprzecznych na przednich brzegach tergitów drugiego i ewentualnie czwartego. Po bokach tergitów, zarówno w ich narożach przednich, jak i tylnych, występują kępki białych włosków. Żółtego owłosienia na odwłoku brak zupełnie. Wierzchołek odwłoka u samicy ma wieniec długich, zakrzywionych szczecinek.

## Ekologia i występowanie
Owad ten zasiedla ciepłe i otwarte stanowiska. Larwy są parazytoidami gąsienic motyli z rodziny sówkowatych. Owady dorosłe żerują na nektarze i chętnie odpoczywają na nasłonecznionych powierzchniach.
Gatunek palearktyczny. W Europie znany jest z Hiszpanii, Francji, Niemiec, Szwajcarii, Austrii, Włoch, Danii, Szwecji, Finlandii, Estonii, Łotwy, Litwy, Polski, Czech, Węgier, Ukrainy, Mołdawii, Rumunii, Bułgarii, Serbii, Grecji oraz europejskiej części Rosji. Poza tym występuje w Turcji, Gruzji, Armenii, Azerbejdżanie, Kazachstanie, Mongolii i na Syberii.
Na „Czerwonej liście zwierząt ginących i zagrożonych w Polsce” umieszczony został jako gatunek o niedostatecznie rozpoznanym statusie (DD).